# Temporada 2019 del Campeonato Brasileño de Motovelocidade
La temporada 2019 del Campeonato Brasileño de Motovelocidade es la 4.ª edición sin el sello del Moto 1000 GP y la 9.ª edición del Campeonato Brasileño de Motovelicidade.
El "Campeonato Brasileño de Moto 1000 GP" es la principal categoría de motociclismo en Brasil junto con Campeonato Brasileño de Superbikes. Fue creado en 2011. y ha sido gestionado desde su fundación por la empresa de Alex Barros.
Una superbike (abreviado a menudo como SBK) es un tipo de motocicleta que se utiliza en competiciones de motociclismo de velocidad, entre ellas el Campeonato Mundial de Superbikes y el Campeonato Mundial de Motociclismo de Resistencia. A diferencia de las motocicletas usadas en el Campeonato Mundial de Motociclismo, las superbikes deben ser modelos derivados de los de serie. Esto las hace menos costosas de desarrollar y mantener, por lo cual varios campeonatos nacionales de motociclismo de velocidad se disputan con ellas.
Para que las marcas de motocicletas puedan usar sus motocicletas en los campeonatos, deben primero homologarlas y vender una cierta cantidad de unidades al público. Según el campeonato, se permite la modificación de suspensiones, frenos y ruedas. Los motores son de alta cilindrada: entre 850 y 1200 cc para motores bicilíndricos, y entre 750 y 1000 cc para los de cuatro cilindros. Hasta mediados de la década de 1990, también se permitieron motores de dos tiempos en lugar de cuatro tiempos, en este caso de hasta 500 cc de cilindrada.

## Calendario
| Ronda | Fecha           | Gran Premio                | Circuito                             | Ciudad      | Horário | Info  |
| ----- | --------------- | -------------------------- | ------------------------------------ | ----------- | ------- | ----- |
| 1     | 7 de abril      | Grande Prêmio Goiás        | Autódromo Internacional Ayrton Senna | Goiânia, GO | 12h40   | [ 2 ] |
| 2     | 5 de mayo       | Grande Prêmio Curvelo      | Circuito dos Cristais                | Curvelo,MG  | 13h10   | [ 3 ] |
| 3     | 7 de julio      | Grande Prêmio Pirelli      | Autódromo Internacional Ayrton Senna | Goiânia, GO | 13h38   | [ 4 ] |
| 4     | 6 de noviembre  | Grande Prêmio Minas Gerais | Circuito dos Cristais                | Curvelo,MG  | 13h55   | [ 5 ] |
| 5     | 14 de diciembre | Grande Prêmio de Goiânia   | Autódromo Internacional Ayrton Senna | Goiânia, GO | 13h38   | [ 6 ] |

## Equipos y pilotos

### Superbike
| Equipo                 | Constructor | Moto                  | Neu. | N.º | Piloto                  | Rondas    |
| ---------------------- | ----------- | --------------------- | ---- | --- | ----------------------- | --------- |
| Tecfil Racing Team     | BMW         | BMW S1000RR           | P    | 17  | Danilo Lewis            | Todas     |
| Tecfil Racing Team     | BMW         | BMW S1000RR           | P    | 1   | Rodrigo Dazzi           | 1-2 y 4-5 |
| Abboud Racing          | Kawasaki    | Kawasaki Ninja ZX-10R | B    | 83  | Jirios Semaan Abboud    | Todas     |
| Abboud Racing          | Kawasaki    | Kawasaki Ninja ZX-10R | B    | 52  | Michel Semaan Abboud    | Todas     |
| GPC Squadra Corse      | BMW         | BMW S1000RR           | P    | 72  | Silas Oliveira          | 1 y 3     |
| GPC Squadra Corse      | BMW         | BMW S1000RR           | P    | 6   | Alberione Martins       | 2 y 4     |
| Team First Centreville | Kawasaki    | Kawasaki Ninja ZX-10R | M    | 80  | Alex Pires              | Todas     |
| Team First Centreville | Kawasaki    | Kawasaki Ninja ZX-10R | M    | 85  | Fernando Sobral         | Todas     |
| Union Properties       | Honda       | Honda CBR 1000RR      | M    | 43  | Kioman Muñoz            | Todas     |
| Phoenix Racing         | Yamaha      | Yamaha YZF R1         | B    | 93  | Nestore Guerino         | 1-3 y 5   |
| Phoenix Racing         | Yamaha      | Yamaha YZF R1         | B    | 91  | José de Barros Neto     | 1 y 3-5   |
| Adria Racing System    | BMW         | BMW S1000RR           | B    | 36  | Gabriel Zampollo        | Todas     |
| Adria Racing System    | BMW         | BMW S1000RR           | B    | 38  | Clayton Fabiano Barbosa | 2         |
| Batt Promotion         | Aprilia     | Aprilia RSV4          | M    | 21  | Victor Villaverde       | 3         |
| Petri Corse            | BMW         | BMW S1000RR           | B    | 97  | Pedro Lins              | Todas     |
| Petri Corse            | BMW         | BMW S1000RR           | B    | 95  | Edmílson Carvalho Jr    | 2         |
| Dinamic Team           | Kawasaki    | Kawasaki Ninja ZX-10R | P    | 45  | Alessandro Andrade      | 1, 3 y 5  |
| Dinamic Team           | Kawasaki    | Kawasaki Ninja ZX-10R | P    | 73  | Túlio Resende           | 2         |
| Roma Racing Team       | Lem Motor   | Lem Motor 1000 SVS    | P    | 55  | Guilherme Fullmann      | 1 y 5     |
| Solaris Motorsport     | Kawasaki    | Kawasaki Ninja ZX-10R | P    | 79  | Gustavo Leite           | 2 y 4     |
| Solaris Motorsport     | Kawasaki    | Kawasaki Ninja ZX-10R | P    | 30  | Vinícius Freire         | 2         |
| Hartmann Racing        | BMW         | BMW S1000RR           | B    | 77  | Victor Santos           | Todas     |
| Hartmann Racing        | BMW         | BMW S1000RR           | B    | 42  | João Ricardo Reis       | 1 y 3     |
| Tecnodom               | Suzuki      | Suzuki GSX-R 1000     | B    | 60  | Luciano Bastos          | 2 y 5     |
| Tecnodom               | Suzuki      | Suzuki GSX-R 1000     | B    | 13  | Rodrigo Tamani          | 1 y 3     |
| Tecnodom               | Suzuki      | Suzuki GSX-R 1000     | B    | 35  | Erick Oliveira          | 2         |
| Giraldi Tecno Sport    | Kawasaki    | Kawasaki Ninja ZX-10R | B    | 89  | Thiego Fonseca          | 2         |
| Giraldi Tecno Sport    | Kawasaki    | Kawasaki Ninja ZX-10R | B    | 19  | Remi Toscano            | 1         |
| Jaguar Dealers Team    | Honda       | Honda CBR 1000RR      | M    | 2   | Luciano Carneiro        | 1         |
| GASS Racing            | Ducati      | Ducati 1299R Panigale | M    | 81  | Danilo Margiotta        | 1 y 3     |
| GASS Racing            | Ducati      | Ducati 1299R Panigale | M    | 96  | Jacob Larchert Jr       | Todas     |
| Lanza Motorsport       | Suzuki      | Suzuki GSX-R 1000     | P    | 25  | Carlos Munhoz           | 3         |
| Scuderia Giudici       | Suzuki      | Suzuki GSX-R 1000     | M    | 9   | Yuri César              | Todas     |
| Scuderia Giudici       | Suzuki      | Suzuki GSX-R 1000     | M    | 20  | Danilo Costa            | 1 y 3-4   |
| Todi Corse             | Kawasaki    | Kawasaki Ninja ZX-10R | M    | 16  | Lucas Cavalcanti        | 2 y 4     |
| Todi Corse             | Kawasaki    | Kawasaki Ninja ZX-10R | M    | 33  | Victor Azevedo Oliveira | 2 y 4     |
| CAAL Racing            | BMW         | BMW S1000RR           | B    | 75  | Romes Franco            | 3 y 5     |
| Vaccari Motori         | Kawasaki    | Kawasaki Ninja ZX-10R | M    | 41  | Leandro Ribeiro         | 1         |
| Vaccari Motori         | Kawasaki    | Kawasaki Ninja ZX-10R | M    | 22  | Iuri Palhares           | 2         |
| Vaccari Motori         | Kawasaki    | Kawasaki Ninja ZX-10R | M    | 47  | Charlles Rodrigo        | 2         |

| Leyenda             |
| ------------------- |
| Piloto regular      |
| Piloto invitado     |
| Piloto de reemplazo |

### Supersport 600
| Equipo                 | Constructor | Moto                 | Neu. | N.º | Piloto                 | Rondas   |
| ---------------------- | ----------- | -------------------- | ---- | --- | ---------------------- | -------- |
| FR Competition         | Kawasaki    | Kawasaki Ninja ZX-6R | B    | 37  | Antônio Franzen        | Todas    |
| FR Competition         | Kawasaki    | Kawasaki Ninja ZX-6R | B    | 31  | Indy Muñoz             | 1-3 y 5  |
| Top Run Racing         | Yamaha      | Yamaha YZF-R6        | P    | 63  | Michel Velludo         | 1-3 y 5  |
| Top Run Racing         | Yamaha      | Yamaha YZF-R6        | P    | 49  | Daniel Dolfini         | Todas    |
| Rangoni Motorsport     | Kalex       | Kalex 600GP          | M    | 83  | Sérgio de Laurentys    | 1-3 y 5  |
| RGA Sportsmanship      | Triumph     | Triumph Daytona 675R | M    | 76  | Felipe Amaral          | Todas    |
| RGA Sportsmanship      | Triumph     | Triumph Daytona 675R | M    | 65  | Davison Moreno         | 1 y 5    |
| Movisport              | Honda       | Honda CBR 600RR      | B    | 94  | Régis Santos           | 2 y 4-5  |
| Movisport              | Honda       | Honda CBR 600RR      | B    | 77  | Eduardo Barros         | 2-3      |
| TRAC Team              | Kawasaki    | Kawasaki Ninja ZX-6R | M    | 6   | Vicente Flores Arteaga | 1 y 3    |
| TRAC Team              | Kawasaki    | Kawasaki Ninja ZX-6R | M    | 3   | Olímpio Antônio Filho  | 1 y 3    |
| Kleiman Autosport      | Yamaha      | Yamaha YZF-R6        | P    | 69  | Breno Pinto            | 4        |
| Lovell Motorsport      | BMW         | BMW S600RR           | P    | 70  | Luís Ferraz            | 1, 3 y 5 |
| Cerciari School Racing | Honda       | Honda CBR 600RR      | P    | 71  | Luiz Cerciari          | 3        |
| Duesenberg Racing      | Yamaha      | Yamaha YZF-R6        | M    | 44  | Rodrigo Gregório       | 4        |
| Weldsports             | Yamaha      | Yamaha YZF-R6        | B    | 2   | Federico Sabatini      | 5        |
| Weldsports             | Yamaha      | Yamaha YZF-R6        | B    | 27  | Ricardo Baroni         | 5        |

| Leyenda             |
| ------------------- |
| Piloto regular      |
| Piloto invitado     |
| Piloto de reemplazo |

### Supersport 300
| Equipo              | Constructor | Moto                | Neu. | N.º | Piloto                     | Rondas  |
| ------------------- | ----------- | ------------------- | ---- | --- | -------------------------- | ------- |
| MB Performance      | Kawasaki    | Kawasaki Ninja Z400 | M    | 70  | Matheus Barbosa            | Todas   |
| MB Performance      | Kawasaki    | Kawasaki Ninja Z400 | M    | 29  | Raquel Vaz                 | Todas   |
| Santucci Motorsport | Yamaha      | Yamaha YZF-R3       | M    | 17  | Caíque Lanna Menezes       | Todas   |
| Santucci Motorsport | Yamaha      | Yamaha YZF-R3       | M    | 67  | Rafael Rosa                | 2-5     |
| JAG Racing Team     | Kawasaki    | Kawasaki Ninja Z400 | B    | 28  | Igor Monteiro              | 1-3 y 5 |
| JAG Racing Team     | Kawasaki    | Kawasaki Ninja Z400 | B    | 73  | Bruno César Borges         | 1-4     |
| GAG Racing Team     | Husqvarna   | Husqvarna DPi-V.R   | P    | 21  | Diego Hilel                | Todas   |
| GAG Racing Team     | Husqvarna   | Husqvarna DPi-V.R   | P    | 20  | Marciano Santin            | 4-5     |
| Ryll Racing         | BMW         | BMW G 310R          | P    | 65  | Victor Santos              | Todas   |
| Ryll Racing         | BMW         | BMW G 310R          | P    | 6   | Guilherme Rocha            | 2-5     |
| 1st Choice Racing   | Yamaha      | Yamaha YZF-R3       | B    | 11  | Raphael Ramos              | 2-3     |
| 1st Choice Racing   | Yamaha      | Yamaha YZF-R3       | B    | 40  | Fábio Florian              | 2-3     |
| MIS Racing          | Kawasaki    | Kawasaki Ninja Z400 | M    | 49  | João Arratia               | Todas   |
| MIS Racing          | Kawasaki    | Kawasaki Ninja Z400 | M    | 45  | Gabrielly Lewis            | 2 y 5   |
| Mayer Motorsport    | KTM         | KTM RC250S          | B    | 23  | Luiz Felipe Oliveira       | 4-5     |
| Mayer Motorsport    | KTM         | KTM RC250S          | B    | 92  | Fabiano Camillo            | 2-5     |
| Knüpfing Motorsport | Gas Gas     | GG RC250V2          | B    | 8   | Filippo Melegoni           | 2-5     |
| Irmscher Motorsport | Kawasaki    | Kawasaki Ninja Z400 | P    | 37  | Raphael Lopes              | 4-5     |
| Irmscher Motorsport | Kawasaki    | Kawasaki Ninja Z400 | P    | 61  | Enzo Valentim Garcia       | 2-5     |
| PoleVision Racing   | Kawasaki    | Kawasaki Ninja Z400 | B    | 3   | Lincoln Lima Melo          | 1 y 5   |
| PoleVision Racing   | Kawasaki    | Kawasaki Ninja Z400 | B    | 88  | Alan Carvalho              | 2-4     |
| SST Engineering     | Yamaha      | Yamaha YZF-R3       | P    | 98  | Leandro Santos             | 1 y 3-5 |
| SST Engineering     | Yamaha      | Yamaha YZF-R3       | P    | 53  | Kaywan Alves "Kaká Fumaça" | 2-4     |
| Grohs Motorsport    | Honda       | Honda CBR 500R      | P    | 25  | Antônio Meira "Bequinho"   | 1-4     |
| Grohs Motorsport    | Honda       | Honda CBR 500R      | P    | 97  | Alan Soares                | Todas   |
| Boulle Motorsport   | Kawasaki    | Kawasaki Ninja Z400 | B    | 48  | Wellington Laureano        | Todas   |
| Broekemeier Team    | BMW         | BMW G 310R          | B    | 12  | Bruno Araújo               | 1 y 5   |
| Broekemeier Team    | BMW         | BMW G 310R          | B    | 44  | Lucas Tosato               | Todas   |
| Tucker Racing       | Honda       | Honda CBR 500R      | M    | 99  | Pedro Barral               | 2-5     |
| Preloved Racing     | Husqvarna   | Husqvarna DPi-V.R   | M    | 84  | Sebastián Villa            | 5       |
| Bohr Motorsport     | Kawasaki    | Kawasaki Ninja Z400 | B    | 46  | Aaron Molina               | 2       |
| Bohr Motorsport     | Kawasaki    | Kawasaki Ninja Z400 | B    | 60  | Élton Nunes                | Todas   |
| Megenbier Racing    | Yamaha      | Yamaha YZF-R3       | P    | 2   | Josué Ferreira Jr          | 1-3     |
| Megenbier Racing    | Yamaha      | Yamaha YZF-R3       | P    | 57  | Benedito Alves             | 1 y 4-5 |
| Megenbier Racing    | Yamaha      | Yamaha YZF-R3       | P    | 59  | Waldemir Borges            | 1 y 5   |
| Obermaier Racing    | Yamaha      | Yamaha YZF-R3       | M    | 66  | Cláudio Ruiz Filho         | Todas   |
| Obermaier Racing    | Yamaha      | Yamaha YZF-R3       | M    | 27  | Cláudio Aleixo             | 2-5     |

| Leyenda             |
| ------------------- |
| Piloto regular      |
| Piloto invitado     |
| Piloto de reemplazo |

## Resultados

### Superbike
| Ronda | Gran Premio                | Fecha           | Pole Position | Vuelta rápida | Piloto ganador | Equipo ganador     | Constructor | Ref.   |
| ----- | -------------------------- | --------------- | ------------- | ------------- | -------------- | ------------------ | ----------- | ------ |
| 1     | Grande Prêmio Goiás        | 7 de abril      | Danilo Lewis  | Danilo Lewis  | Danilo Lewis   | Tecfil Racing Team | BMW         | [ 7 ]  |
| 2     | Grande Prêmio Curvelo      | 5 de mayo       | Danilo Lewis  | Danilo Lewis  | Danilo Lewis   | Tecfil Racing Team | BMW         | [ 8 ]  |
| 3     | Grande Prêmio Pirelli      | 7 de julio      | Danilo Lewis  | Danilo Lewis  | Danilo Lewis   | Tecfil Racing Team | BMW         | [ 9 ]  |
| 4     | Grande Prêmio Minas Gerais | 6 de noviembre  | Danilo Lewis  | Danilo Lewis  | Danilo Lewis   | Tecfil Racing Team | BMW         | [ 10 ] |
| 5     | Grande Prêmio de Goiânia   | 14 de diciembre | Danilo Lewis  | Danilo Lewis  | Danilo Lewis   | Tecfil Racing Team | BMW         | [ 11 ] |

### Supersport 600
| Ronda | Gran Premio                | Fecha           | Pole Position   | Vuelta rápida   | Piloto ganador  | Equipo ganador | Constructor | Ref.   |
| ----- | -------------------------- | --------------- | --------------- | --------------- | --------------- | -------------- | ----------- | ------ |
| 1     | Grande Prêmio Goiás        | 7 de abril      | Michel Velludo  | Michel Velludo  | Michel Velludo  | Top Run Racing | Yamaha      | [ 7 ]  |
| 2     | Grande Prêmio Curvelo      | 5 de mayo       | Antônio Franzen | Antônio Franzen | Antônio Franzen | FR Competition | Kawasaki    | [ 8 ]  |
| 3     | Grande Prêmio Pirelli      | 7 de julio      | Antônio Franzen | Michel Velludo  | Michel Velludo  | Top Run Racing | Yamaha      | [ 9 ]  |
| 4     | Grande Prêmio Minas Gerais | 6 de noviembre  | Antônio Franzen | Antônio Franzen | Antônio Franzen | FR Competition | Kawasaki    | [ 12 ] |
| 5     | Grande Prêmio de Goiânia   | 14 de diciembre | Michel Velludo  | Antônio Franzen | Antônio Franzen | FR Competition | Kawasaki    | [ 11 ] |

### Supersport 300
| Ronda | Gran Premio                | Fecha           | Pole Position        | Vuelta rápida        | Piloto ganador       | Equipo ganador      | Constructor | Ref.   |
| ----- | -------------------------- | --------------- | -------------------- | -------------------- | -------------------- | ------------------- | ----------- | ------ |
| 1     | Grande Prêmio Goiás        | 7 de abril      | Caíque Lanna Menezes | Caíque Lanna Menezes | Caíque Lanna Menezes | Santucci Motorsport | Yamaha      | [ 7 ]  |
| 2     | Grande Prêmio Curvelo      | 5 de mayo       | Bruno César Borges   | Bruno César Borges   | Bruno César Borges   | JAG Racing Team     | Kawasaki    | [ 8 ]  |
| 3     | Grande Prêmio Pirelli      | 7 de julio      | Caíque Lanna Menezes | Matheus Barbosa      | Matheus Barbosa      | MB Performance      | Kawasaki    | [ 9 ]  |
| 4     | Grande Prêmio Minas Gerais | 6 de noviembre  | Bruno César Borges   | Raquel Vaz           | Bruno César Borges   | JAG Racing Team     | Kawasaki    | [ 13 ] |
| 5     | Grande Prêmio de Goiânia   | 14 de diciembre | Matheus Barbosa      | Matheus Barbosa      | Matheus Barbosa      | MB Performance      | Kawasaki    | [ 11 ] |

## Calificación general

### Superbike
| Pos. | Rider                   | Moto      | Clase | GOI | CUR | PIR | MGS | GNA | Pts. |
| ---- | ----------------------- | --------- | ----- | --- | --- | --- | --- | --- | ---- |
| 1    | Danilo Lewis            | BMW       | PRO   | 1   | 1   | 1   | 1   | 1   | 125  |
| 2    | Gabriel Zampollo        | BMW       | PRO   | 3   | 4   | 4   | 3   | 4   | 71   |
| 3    | Kioman Muñoz            | Honda     | PRO   | 2   | 3   | 2   | Ret | 5   | 67   |
| 4    | Rodrigo Dazzi           | BMW       | PRO   | DNS | 2   |     | 2   | 2   | 60   |
| 5    | Alex Pires              | Kawasaki  | PRO   | 6   | 8   | 12  | 4   | 7   | 44   |
| 6    | Jirios Semaan Abboud    | Kawasaki  | MAS   | 10  | 6   | 9   | 5   | 6   | 44   |
| 7    | Pedro Lins              | BMW       | PRO   | 4   | 5   | 6   | DNS | 8   | 42   |
| 8    | Victor Santos           | BMW       | PRO   | 9   | 15  | 14  | 6   | 9   | 27   |
| 9    | Alessandro Andrade      | Kawasaki  | PRO   | 8   |     | 3   |     | 16  | 24   |
| 10   | Michel Semaan Abboud    | Kawasaki  | MAS   | 15  | 10  | 13  | 9   | 10  | 23   |
| 11   | João Ricardo Reis       | BMW       | PRO   | 5   |     | 8   |     |     | 19   |
| 12   | Nestore Guerino         | Yamaha    | PRO   | 7   | 12  | 11  |     | 15  | 19   |
| 13   | Jacob Larchert Jr       | Ducati    | LGT   | 18  | 22  | 17  | 15  | 3   | 17   |
| 14   | Gustavo Leite           | Kawasaki  | MAS   |     | 7   |     | 10  |     | 15   |
| 15   | Fernando Sobral         | Kawasaki  | MAS   | 12  | INF | 7   | DNQ | Ret | 13   |
| 16   | Yuri César              | Suzuki    | LGT   | 11  | 18  | NQ  | 14  | 11  | 12   |
| 17   | Victor Villaverde       | Aprilia   | PRO   |     |     | 5   |     |     | 11   |
| 18   | Victor Azevedo Oliveira | Kawasaki  | LGT   |     | 19  |     | 7   |     | 9    |
| 19   | Alberione Martins       | BMW       | LGT   |     | 21  |     | 8   |     | 8    |
| 20   | Rodrigo Tamani          | Suzuki    | MAS   | 14  |     | 10  |     |     | 8    |
| 21   | Túlio Resende           | Kawasaki  | PRO   |     | 9   |     |     |     | 7    |
| 22   | Luciano Bastos          | Suzuki    | PRO   |     | 11  |     |     | 14  | 7    |
| 23   | José de Barros Neto     | Yamaha    | MAS   | 22  |     | 19  | 12  | 13  | 7    |
| 24   | Lucas Cavalcanti        | Kawasaki  | LGT   |     | 16  |     | 11  |     | 5    |
| 25   | Romes Franco            | BMW       | LGT   |     |     | Ret |     | 12  | 4    |
| 26   | Danilo Costa            | Suzuki    | LGT   | Ret |     | 16  | 13  |     | 3    |
| 27   | Silas Oliveira          | BMW       | MAS   | 13  |     | Ret |     |     | 3    |
| 28   | Thiego Fonseca          | Kawasaki  | PRO   |     | 13  |     |     |     | 3    |
| 29   | Edmílson Carvalho Jr    | BMW       | PRO   |     | 14  |     |     |     | 2    |
| 30   | Danilo Margiotta        | Ducati    | MAS   | 20  |     | 15  |     |     | 1    |
| 31   | Luciano Carneiro        | Honda     | PRO   | 19  |     |     |     |     | 0    |
| 32   | Clayton Fabiano Barbosa | BMW       | PRO   |     | Ret |     |     |     | 0    |
| 33   | Remi Toscano            | Kawasaki  | MAS   | 21  |     |     |     |     | 0    |
| 34   | Carlos Munhoz           | Kawasaki  | MAS   |     |     | 18  |     |     | 0    |
| 35   | Vinícius Freire         | Kawasaki  | LGT   |     | 17  |     |     |     | 0    |
| 36   | Leandro Ribeiro         | Kawasaki  | LGT   | 16  |     |     |     |     | 0    |
| 37   | Guilherme Fullmann      | Lem Motor | LGT   | 17  |     |     |     | Wth | 0    |
| 38   | Iuri Palhares           | Kawasaki  | LGT   |     | 20  |     |     |     | 0    |
| 39   | Charlles Rodrigo        | Kawasaki  | LGT   |     | 23  |     |     |     | 0    |
| 40   | Erick Oliveira          | Suzuki    | LGT   |     | 24  |     |     |     | 0    |
| Pos. | Rider                   | Moto      | Clase | GOI | CUR | PIR | MGS | GNA | Pts. |

| Color     | Resultado                                                               |
| --------- | ----------------------------------------------------------------------- |
| Oro       | Ganador                                                                 |
| Plata     | 2.ª plaza                                                               |
| Bronce    | 3.ª plaza                                                               |
| Verde     | Finalizó en los puntos                                                  |
| Azul      | Finalizó sin puntos                                                     |
| Azul      | NC - No clasificado                                                     |
| Violeta   | Ret - No terminó (Carrera)                                              |
| Rojo      | DNQ - No se clasificó                                                   |
| Negro     | DSQ - Descalificado                                                     |
| Blanco    | DNS - No empezó (carrera)                                               |
| Blanco    | WD - Retirado (fin de semana)                                           |
| Blanco    | C - Carrera cancelada                                                   |
| Sin color | DNP - Inscrito pero no participó                                        |
| Sin color | INJ - Lesionado                                                         |
| Sin color | EX - Excluido                                                           |
| Estado    | Resultado                                                               |
| Negrita   | Pole position                                                           |
| Cursiva   | Vuelta rápida                                                           |
| †         | Abandona, pero clasifica al completar el porcentaje requerido para ello |

### Campeonato de Constructores
| Pos. | Constructor | GOI | CUR | PIR | MGS | GNA | Pts. |
| ---- | ----------- | --- | --- | --- | --- | --- | ---- |
| 1    | BMW         | 1   | 1   | 1   | 1   | 1   | 125  |
| 2    | Honda       | 2   | 3   | 2   | Ret | 5   | 67   |
| 3    | Kawasaki    | 6   | 6   | 3   | 4   | 6   | 43   |
| 4    | Suzuki      | 11  | 11  | 10  | 13  | 11  | 24   |
| 5    | Ducati      | 18  | 22  | 17  | 15  | 3   | 17   |
| 6    | Aprilia     |     |     | 5   |     |     | 11   |
| 7    | Yamaha      | 22  |     | 19  | 12  | 13  | 7    |
| 8    | Lem Motor   | 17  |     |     |     | Wth | 0    |
| Pos. | Rider       | GOI | CUR | PIR | MGS | GNA | Pts. |

### Supersport 600
| Pos. | Rider                  | Moto     | Clase | GOI | CUR | PIR | MGS | GNA | Pts. |
| ---- | ---------------------- | -------- | ----- | --- | --- | --- | --- | --- | ---- |
| 1    | Antônio Franzen        | Kawasaki | PRO   | 4   | 1   | 2   | 1   | 1   | 108  |
| 2    | Michel Velludo         | Yamaha   | PRO   | 1   | 2   | 1   |     | 2   | 90   |
| 3    | Sérgio de Laurentys    | Kalex    | PRO   | 3   | 3   | 3   |     | 3   | 64   |
| 4    | Felipe Amaral          | Triumph  | PRO   | 9   | 6   | 6   | 4   | 5   | 51   |
| 5    | Régis Santos           | Honda    | PRO   |     | 5   |     | 2   | 4   | 44   |
| 6    | Daniel Dolfini         | Yamaha   | PRO   | 7   | Ret | 8   | 5   | 6   | 38   |
| 7    | Indy Muñoz             | Kawasaki | PRO   | 2   | 4   | Ret |     | INF | 33   |
| 8    | Vicente Flores Arteaga | Kawasaki | PRO   | 5   |     | 5   |     |     | 22   |
| 9    | Olímpio Antônio Filho  | Kawasaki | PRO   | 6   |     | 9   |     |     | 17   |
| 10   | Breno Pinto            | Yamaha   | PRO   |     |     |     | 3   |     | 16   |
| 11   | Luís Ferraz            | BMW      | PRO   | Ret |     | 7   |     | 9   | 16   |
| 12   | Davison Moreno         | Triumph  | PRO   | 8   |     |     |     | 10  | 14   |
| 13   | Eduardo Barros         | Honda    | PRO   |     | Ret | 4   |     |     | 13   |
| 14   | Federico Sabatini      | Yamaha   | PRO   |     |     |     |     | 7   | 9    |
| 15   | Luiz Cerciari          | Honda    | PRO   |     |     | NC  |     |     | 0    |
| 16   | Rodrigo Gregório       | Yamaha   | PRO   |     |     |     | DNS |     | 0    |
| 17   | Ricardo Baroni         | Yamaha   | PRO   |     |     |     |     | 8   | 8    |
| Pos. | Rider                  | Moto     | Clase | GOI | CUR | PIR | MGS | GNA | Pts. |

| Color     | Resultado                                                               |
| --------- | ----------------------------------------------------------------------- |
| Oro       | Ganador                                                                 |
| Plata     | 2.ª plaza                                                               |
| Bronce    | 3.ª plaza                                                               |
| Verde     | Finalizó en los puntos                                                  |
| Azul      | Finalizó sin puntos                                                     |
| Azul      | NC - No clasificado                                                     |
| Violeta   | Ret - No terminó (Carrera)                                              |
| Rojo      | DNQ - No se clasificó                                                   |
| Negro     | DSQ - Descalificado                                                     |
| Blanco    | DNS - No empezó (carrera)                                               |
| Blanco    | WD - Retirado (fin de semana)                                           |
| Blanco    | C - Carrera cancelada                                                   |
| Sin color | DNP - Inscrito pero no participó                                        |
| Sin color | INJ - Lesionado                                                         |
| Sin color | EX - Excluido                                                           |
| Estado    | Resultado                                                               |
| Negrita   | Pole position                                                           |
| Cursiva   | Vuelta rápida                                                           |
| †         | Abandona, pero clasifica al completar el porcentaje requerido para ello |

### Campeonato de Constructores
| Pos. | Constructor | GOI | CUR | PIR | MGS | GNA | Pts. |
| ---- | ----------- | --- | --- | --- | --- | --- | ---- |
| 1    | Kawasaki    | 4   | 1   | 2   | 1   | 1   | 108  |
| 2    | Yamaha      | 1   | 2   | 1   | 3   | 2   | 106  |
| 3    | Kalex       | 3   | 3   | 3   |     | 3   | 64   |
| 4    | Honda       |     | 5   | 4   | 2   | 4   | 57   |
| 5    | Triumph     | 8   | 6   | 6   | 4   | 5   | 52   |
| 6    | BMW         | Ret |     | 7   |     | 9   | 16   |
| Pos. | Rider       | GOI | CUR | PIR | MGS | GNA | Pts. |

### Supersport 300
| Pos. | Rider                      | Moto      | Clase | GOI | CUR | PIR | MGS | GNA | Pts. |
| ---- | -------------------------- | --------- | ----- | --- | --- | --- | --- | --- | ---- |
| 1    | Matheus Barbosa            | Kawasaki  | PRO   | 5   | 3   | 1   | 2   | 1   | 86   |
| 2    | Bruno César Borges         | Kawasaki  | PRO   | 3   | 1   | 3   | 1   |     | 66   |
| 3    | Diego Hilel                | Husqvarna | PRO   | Ret | 5   | 5   | 3   | 2   | 58   |
| 4    | Raquel Vaz                 | Kawasaki  | PRO   | 2   | 4   | 8   | 5   | 4   | 45   |
| 5    | Caíque Lanna Menezes       | Yamaha    | PRO   | 1   | Ret | 2   | 4   | 12  | 37   |
| 6    | Igor Monteiro              | Kawasaki  | PRO   | 7   | 2   | Ret |     | 8   | 28   |
| 7    | Victor Santos              | BMW       | PRO   | 9   | 11  | INF | 12  | 3   | 25   |
| 8    | Enzo Valentim Garcia       | Kawasaki  | PRO   |     | DNS | 7   | 7   | 9   | 25   |
| 9    | Rafael Rosa                | Yamaha    | PRO   |     | Ret | 15  | 6   | 5   | 22   |
| 10   | Leandro Santos             | Yamaha    | PRO   | 10  |     | 10  | 8   | 10  | 20   |
| 11   | Antônio Meira "Bequinho"   | Honda     | PRO   | 15  | 8   | 11  | 9   |     | 20   |
| 12   | João Arratia               | Kawasaki  | LGT   | 6   | 6   | 13  | 11  | 16  | 18   |
| 13   | Fábio Florian              | Yamaha    | PRO   |     | 10  | 6   |     |     | 16   |
| 14   | Josué Ferreira Jr          | Yamaha    | MAS   | 11  | 18  | 4   |     |     | 13   |
| 15   | Luiz Felipe Oliveira       | KTM       | PRO   |     |     |     | 13  | 7   | 12   |
| 16   | Alan Carvalho              | Kawasaki  | PRO   |     | 9   | 12  | 16  |     | 11   |
| 17   | Lincoln Lima Melo          | Kawasaki  | LGT   | 8   |     |     |     | 6   | 10   |
| 18   | Kaywan Alves "Kaká Fumaça" | Yamaha    | PRO   |     | 7   | 16  | 17  |     | 9    |
| 19   | Raphael Lopes              | Kawasaki  | LGT   |     |     |     | 10  | 14  | 8    |
| 20   | Raphael Ramos              | Yamaha    | PRO   |     | Ret | 9   |     |     | 7    |
| 21   | Marciano Santin            | Husqvarna | PRO   |     |     |     | Ret | 11  | 5    |
| 22   | Cláudio Ruiz Filho         | Yamaha    | LGT   | 4   | Ret | 14  | 14  | Ret | 4    |
| 23   | Lucas Tosato               | BMW       | MAS   | 12  | 20† | 17  | 24  | 22  | 4    |
| 24   | Pedro Barral               | Honda     | MAS   |     | 12  | 20  | 18  | 18  | 4    |
| 25   | Élton Nunes                | Kawasaki  | PRO   | 14  | 13  | 18  | 15  | 20  | 4    |
| 26   | Bruno Araújo               | BMW       | PRO   | 19  |     |     |     | 13  | 3    |
| 27   | Waldemir Borges            | Yamaha    | MAS   | 13  |     |     |     | 21  | 3    |
| 28   | Alan Soares                | Honda     | LGT   | 17  | 14  | Ret | 21  | Ret | 2    |
| 29   | Guilherme Rocha            | BMW       | LGT   |     | 15  | 21  | 19  | 19  | 1    |
| 30   | Sebastián Villa            | Husqvarna | LGT   |     |     |     |     | 15  | 1    |
| 31   | Wellington Laureano        | Kawasaki  | MAS   | 16  | 19  | 24† | 26† | 26  | 0    |
| 32   | Benedito Alves             | Yamaha    | MAS   | 18  |     |     | 20  | 23  | 0    |
| 33   | Cláudio Aleixo             | Yamaha    | LGT   |     | Ret | 19  | 23  | 17  | 0    |
| 34   | Filippo Melegoni           | Gas Gas   | PRO   |     | 16  | 22  | 22  | 24  | 0    |
| 35   | Fabiano Camillo            | KTM       | LGT   |     | 17  | 23  | 25  | 25  | 0    |
| 36   | Gabrielly Lewis            | Kawasaki  | PRO   |     | WD  |     |     | 27  | 0    |
| 37   | Aaron Molina               | Kawasaki  | LGT   |     | Ret |     |     |     | 0    |
| Pos. | Rider                      | Moto      | Clase | GOI | CUR | PIR | MGS | GNA | Pts. |

| Color     | Resultado                                                               |
| --------- | ----------------------------------------------------------------------- |
| Oro       | Ganador                                                                 |
| Plata     | 2.ª plaza                                                               |
| Bronce    | 3.ª plaza                                                               |
| Verde     | Finalizó en los puntos                                                  |
| Azul      | Finalizó sin puntos                                                     |
| Azul      | NC - No clasificado                                                     |
| Violeta   | Ret - No terminó (Carrera)                                              |
| Rojo      | DNQ - No se clasificó                                                   |
| Negro     | DSQ - Descalificado                                                     |
| Blanco    | DNS - No empezó (carrera)                                               |
| Blanco    | WD - Retirado (fin de semana)                                           |
| Blanco    | C - Carrera cancelada                                                   |
| Sin color | DNP - Inscrito pero no participó                                        |
| Sin color | INJ - Lesionado                                                         |
| Sin color | EX - Excluido                                                           |
| Estado    | Resultado                                                               |
| Negrita   | Pole position                                                           |
| Cursiva   | Vuelta rápida                                                           |
| †         | Abandona, pero clasifica al completar el porcentaje requerido para ello |

### Campeonato de Constructores
| Pos. | Constructor | GOI | CUR | PIR | MGS | GNA | Pts. |
| ---- | ----------- | --- | --- | --- | --- | --- | ---- |
| 1    | Kawasaki    | 2   | 1   | 1   | 1   | 1   | 120  |
| 2    | Yamaha      | 1   | 7   | 2   | 4   | 5   | 78   |
| 3    | Husqvarna   | Ret | 5   | 5   | 2   | 2   | 62   |
| 4    | Honda       | 15  | 8   | 11  | 9   | 18  | 21   |
| 5    | KTM         |     | 17  | 23  | 13  | 7   | 12   |
| 6    | BMW         | 12  | 20† | 17  | 24  | 22  | 4    |
| Pos. | Rider       | GOI | CUR | PIR | MGS | GNA | Pts. |

### Sistema de puntuación
Es lícito descartar los tres peores resultados de la temporada.
| Puntuación | 1° | 2° | 3° | 4° | 5° | 6° | 7° | 8° | 9° | 10° | 11° | 12° | 13° | 14° | 15° |
| ---------- | -- | -- | -- | -- | -- | -- | -- | -- | -- | --- | --- | --- | --- | --- | --- |
| Carrera    | 25 | 20 | 16 | 13 | 11 | 10 | 9  | 8  | 7  | 6   | 5   | 4   | 3   | 2   | 1   |

## Cobertura televisiva
Las Carreras de lo Campeonato Brasileño de Superbikes se transmiten por Televisión por Cable incluyendo: ESPN, Fox Sports, Movistar+, CBS Sports y NBC Sports. 

### Cobertura en Brasil
| Transmissão | Transmissão                    |
| ----------- | ------------------------------ |
| SporTV      | Narração: Eugênio Rizzardo     |
| SporTV      | Narração: Rogério Rockenbach   |
| SporTV      | Comentários: Pedro Della Corte |
| SporTV      | Comentários: Karen Battaglia   |

| Transmissão | Transmissão                      |
| ----------- | -------------------------------- |
| Band        | Narração: Eduardo Vaz            |
| Band        | Narração: Márcio Possamai        |
| Band        | Comentários: Gilberto Bertarello |
| Band        | Comentários: Ana Coser Mazutti   |

| Transmissão | Transmissão                         |
| ----------- | ----------------------------------- |
| BandSports  | Narração: Celso Miranda             |
| BandSports  | Narração: Gian Calabrese            |
| BandSports  | Comentários: Robson Amaral          |
| BandSports  | Comentários: Claudia Refatti Benato |

| Transmissão | Transmissão                   |
| ----------- | ----------------------------- |
| YouTube     | Narração: Octávio Muniz       |
| YouTube     | Narração: Thiago Fabris       |
| YouTube     | Comentários: Ivar Castagnetti |
| YouTube     | Comentários: Henrique Gava    |

### Otros países
- Colombia: RCN Televisión y RCN HD2
- Portugal: Sport TV
- Reino Unido: BT Sport
- Canadá: Sportsnet
- España: Movistar+
- Hispanoamérica: ESPN y Star+

### Enlaces de transmisión
| Internet (Global) |
| ----------------- |
| YouTube           |
| Motorsport.tv     |
| Facebook          |
| Zoome             |
| Catve.com         |
| Auto Videos       |
| Twitch            |